# Henry Black (libro)
Henry Black es el nombre de una novela corta escrita por Miguel Donoso Pareja publicado en 1969 durante el Boom Latinoamericano. Fue la primera novela publicada por el autor quien antes había incursionado en la narrativa a través de los cuentos, especialmente Krelko y El hombre que mataba a sus hijos.

## Estilo
La novela de Miguel Donoso Pareja es una obra que pertenece a la literatura experimental que desafía las convenciones narrativas tradicionales. No se enfoca en una trama lineal o personajes convencionales, sino que busca explorar la capacidad del lector para comprender y participar en la experiencia de la lectura. La obra sumerge al lector en un espacio de naufragio emocional, donde la nostalgia, el desconsuelo y el misterio se entrelazan. La vida y la muerte se funden, y el misterio se revela en lo cotidiano, solo perceptible en el umbral de la conciencia.
La novela invita al lector a un naufragio emocional, donde se experimentan los torbellinos del alma del narrador. El lector no puede ser un simple observador, sino que se convierte en parte del diálogo infinito que se desarrolla en la obra. El narrador no solo cuenta acciones, sino que rememora y juzga, dando a la novela un tono ensayístico. El tiempo se vuelve simultáneo, y el espacio de la celda se convierte en un lugar donde el pasado, el presente y el futuro convergen.En esta obra se reescribe la historia y el tiempo, creando un espacio donde el lector, el narrador y Henry Black se encuentran en un "aquí" atemporal. La obra desafía las expectativas y sumerge al lector en un misterio que trasciende la realidad cotidiana.

### Sobre Henry Black y el narrador
La novela "Henry Black" de Miguel Donoso Pareja se presenta como un laboratorio experimental donde el lector es el objeto de estudio. El título sugiere una narrativa centrada en Henry Black, pero en realidad, la historia se desarrolla a través de los recuerdos y razonamientos de un narrador anónimo. Black, más que un personaje principal, representa al lector que se resiste a la alteración y a la comprensión profunda de la obra.
Black encarna la figura del lector que se niega a ser confundido, que anhela una salida del texto, pero el narrador advierte que fuera de él solo existe la "orfandad original". El mundo que se presenta en la novela es una nación construida a partir de los despojos del mundo lineal y ordenado, donde el naufragio y la soledad son constantes. El narrador se presenta como un antihéroe que no busca la salvación, sino que advierte sobre la destrucción inherente a la existencia. La novela no es una narración de argumentos, sino de naufragio, que busca revelar el infierno que habita en el interior de cada individuo.

## Estructura de la novela
La estructura de la novela se asemeja a "Las mil y una noches", pero en lugar de historias dentro de historias, se presentan fragmentos de relatos que se entrelazan y se mantienen abiertos. Las imágenes y recuerdos, como los de Margarita Smith y el Calleroy, contrastan con la inmovilidad de la celda, creando un juego de tiempos y espacios. Además, La lluvia y la figura de Gudrum actúan como elementos de transición entre los diferentes escenarios y recuerdos del narrador. La partida de ajedrez en el segundo capítulo se convierte en un instrumento para explorar la memoria, donde se cruzan imágenes alegóricas y reminiscencias de la represión.
En un momento de la historia, los recuerdos se dirigen hacia la tortura, entrelazando imágenes de deseo y escenas homosexuales. A partir de esto se exploran la relación del narrador con sus padres, la historia de Black y la temática del retorno imposible. Además, Lla rutina y el misterio se entrelazan a cointinuación, donde el deseo se convierte en el motor del misterio. El caracol simboliza la persistencia de lo continuo. Los capítulos siguientes exploran la temática del exterminio, la ausencia de voluntad y la imposibilidad de la salida. Donoso Pareja juega con la intertextualidad a través de la lectura y la música. El mundo exterior se presenta como una continuidad de la desolación que habita en la celda.
Al final de la novela, el argumento se caracteriza por profundizar la conversación con Gudrum, explorando la diferencia entre resurrección y renacimiento. La novela concluye con la constatación de la soledad continua y la imposibilidad de la renovación. En general esta obra se caracteriza por ser una empresa del fracaso y el desencanto, donde la búsqueda del misterio a través del lenguaje y la experimentación conduce a la imposibilidad y al naufragio.